# جاكسون أور
جاكسون أور هو محامي وقاضي وسياسي أمريكي، ولد في 21 سبتمبر 1832، وتوفي في 15 مارس 1926 في دنفر في الولايات المتحدة. نشط حزبياً في الحزب الجمهوري. وقد انتخب عضو مجلس النواب الأمريكي ‏.